# Коркин, Пётр Андреевич
Пётр Андре́евич Ко́ркин (1900, Частоозерье, Тобольская губерния — 29 января 1940, СССР) — майор государственной безопасности, начальник Управлений НКВД Воронежской области (1937—1938) и Днепропетровской области (1938—1939). Входил в состав особой тройки НКВД СССР.

## Биография
Пётр Коркин родился в 1900 году в селе Частоозерском Частоозерской волости Ишимского уезда Тобольской губернии, ныне село Частоозерье — административный центр Частоозерского муниципального округа Курганской области. По национальности русский.
После окончания в 1914 году двух классов сельской школы на станции Петухово работал в сельском магазине: с мая 1914 года по январь 1915 года — мальчик в магазине Трофимова в селе Петухово; с января 1915 года по январь 1917 года — мальчик в магазине Торгового дома Кармицкина в селе Петухово. С января 1917 года по май 1919 года работал в хозяйстве отца в селе Частоозерском.
В мае 1919 года мобилизован, служил рядовым в 1-м Уральском полку Русской армии.
С июля 1919 года работал чернорабочим участка Пермской железной дороги в селе Гробово Екатеринбургской губернии.
С сентября 1919 года в Рабоче-крестьянской Красной Армии, рядовой дивизионного санитарного транспорта 30-й стрелковой дивизии. С сентября 1919 года по июнь 1920 года учился в Партийной школе при Политическом отделе 5-й армии в Иркутске. В январе — августе 1921 года — уполномоченный Комиссии по борьбе с дезертирством 5-й армии.
В 1920 году вступил в РКП(б), в 1925 году партия переименована в ВКП(б).
С августа 1921 года по февраль 1922 года — уполномоченный Особого отдела 5-й армии (Иркутск). С февраля по август 1922 года — помощник начальника отделения Особого отдела 5-й кавалерийской дивизии (Троицкосавск). С августа по октябрь 1922 года — начальник Особого отдела 36-й стрелковой дивизии. С октября 1922 года по февраль 1924 года — начальник 1-го пограничного отделения Особого отдела 5-й кавалерийской дивизии.
С февраля по декабрь 1924 года — начальник Отделения Бурят-Монгольского облотдела ГПУ. С 31 декабря 1924 года по февраль 1925 года — начальник Секретно-оперативной части и заместитель начальника Бурят-Монгольского облотдела ГПУ.
С февраля по декабрь 1925 года — заместитель начальника Отделения Полномочного представительства ОГПУ по Дальнему Востоку, С декабря 1925 года по февраль 1926 года — начальник Контрразведывательного отдела Приморского губотдела ГПУ. С февраля 1926 года по 1 марта 1930 года — начальник Контрразведывательного отдела Владивостокского окротдела ГПУ, одновременно, с 5 мая 1928 года по 1 марта 1930 года — помощник начальника Владивостокского окротдела ГПУ.
Арестован 21 ноября 1929 года, обвинялся по статье 109 УК РСФСР «Злоупотребление властью или служебным положением…». Из-под стражи освобождён, дело прекращено Коллегией ОГПУ 3 августа 1930 года.
С 1 марта 1930 года по 16 марта 1931 года — начальник Секретно-политического отдела Полномочного представительства ОГПУ по Дальневосточному краю. С 16 марта по 05 мая 1931 года — в резерве ОГПУ СССР.
С 5 мая по 1 октября 1931 года — оперативный уполномоченный IV отделения Секретно-политического отдела ОГПУ при СНК СССР. С 1 октября 1931 года по 17 октября 1932 года — и. о. помощника начальника II отделения Секретно-политического отдела ОГПУ при СНК СССР. С 17 октября 1932 года по 1 апреля 1933 года — начальник III отделения Секретно-политического отдела ОГПУ при СНК СССР. С 1 апреля 1933 по 10 июля 1934 года — начальник VI отделения Секретно-политического отдела ОГПУ при СНК, с 10 июля по декабрь 1934 года — начальник VI отделения — ГУГБ НКВД СССР.
С декабря 1934 года — помощник начальника, с 14 декабря по 25 декабря 1936 года — начальник Секретно-политического отдела УГБ Управления НКВД по Ленинградской области. С 25 декабря 1936 года по 20 июля 1937 года — начальник IV отдела УГБ Управления НКВД по Ленинградской области.
С 20 июля 1937 года по 26 февраля 1938 года — начальник Управления НКВД по Воронежской области. Этот период отмечен вхождением в состав особой тройки, созданной по приказу НКВД СССР от 30.07.1937 № 00447 и активным участием в сталинских репрессиях.
С 26 февраля 1938 года по 31 января 1939 года — начальник Управления НКВД по Днепропетровской области.
Депутат Верховного Совета СССР I созыва.
В январе 1939 года арестован, 28 января 1940 года приговорён к смерти Военной Коллегией Верховного Суда СССР и на следующий день, 29 января 1940 года, расстрелян. В 1950-е годы жене было объявлено, что умер 4 августа 1942 года, отбывая наказание. Не реабилитирован, в реабилитации отказано в 1999 году.

## Защитил Сталина от покушения
16 ноября 1931 года агент РОВС (или агент английской разведки) Платонов Леонид Яковлевич (он же по документам Огарёв Леонид Яковлевич он же Петин Семён Иванович) был задержан Коркиным рядом со Сталиным на улице Ильинка около д. 5/2. В официальной биографии Коркина это звучало как «…отвёл руку врага, покушавшегося на жизнь вождя народов».
В докладной записке Ивана Алексеевича Акулова, зампреда ОГПУ, на имя Сталина ситуация описана несколько иначе, из контекста видно, что Платонов-Петин на момент инцидента уже находился в разработке, а Коркин выступал не как охранник (в тот период Сталина охранял Иван Францевич Юсис), а как оперативник под прикрытием:
«16 ноября, проходя с нашим агентом в 3 часа 35 мин дня по Ильинке около д. 5/2 против Старогостинного двора, агент английской разведки случайно встретил Вас и сделал попытку выхватить револьвер. Как сообщает наш агент, ему удалось схватить за руку указанного англоразведчика и повлечь за собой, воспрепятствовав попытке. Тотчас же после этого названный агент англоразведки был нами секретно арестован».
Резолюция на записке имелась за подписями подписи В. М. Молотова, Л. М. Кагановича, М. И. Калинина, В. В. Куйбышева и А. И. Рыкова: «Пешее хождение по Москве т. Сталину надо прекратить».
Помощник резидента английской разведки по лимитрофам Виктора Васильевича Богомольца, Леонид Яковлевич Платонов-Петин 22 апреля 1932 года был приговорён к высшей мере наказания и расстрелян 25 апреля 1932 года. 12 марта 2021 суд признал его не подлежащим реабилитации.

## Награды
- Орден Ленина, 25 июня 1937 года, лишён 24 января 1941 года
- Медаль XX-летия Рабоче-Крестьянской Красной Армии, 22 февраля 1938 года
- «Почётный знак ВЧК-ГПУ (к 5-летию ВЧК-ГПУ)» № 645, 1929 год
- «Почётный знак ВЧК-ГПУ (к 15-летию ВЧК-ГПУ)», 8 апреля 1934 года

## Звания
- капитан государственной безопасности, 23 марта 1936 года
- майор государственной безопасности, 20 декабря 1936 года